# Laddonia (Misuri)
Laddonia es una ciudad ubicada en el condado de Audrain en el estado estadounidense de Misuri. En el Censo de 2010 tenía una población de 513 habitantes y una densidad poblacional de 302,4 personas por km².

## Geografía
Laddonia se encuentra ubicada en las coordenadas 39°14′34″N 91°38′33″O / 39.24278, -91.64250. Según la Oficina del Censo de los Estados Unidos, Laddonia tiene una superficie total de 1.7 km², de la cual 1.69 km² corresponden a tierra firme y (0.15%) 0 km² es agua.

## Demografía
Según el censo de 2010, había 513 personas residiendo en Laddonia. La densidad de población era de 302,4 hab./km². De los 513 habitantes, Laddonia estaba compuesto por el 98.83% blancos, el 0.39% eran afroamericanos, el 0.58% eran amerindios, el 0% eran asiáticos, el 0% eran isleños del Pacífico, el 0% eran de otras razas y el 0.19% pertenecían a dos o más razas. Del total de la población el 0.39% eran hispanos o latinos de cualquier raza.